# Heinrich Brunner
Heinrich Brunner (21. června 1840 Wels – 11. srpna 1915 Bad Kissingen) byl rakouský právní historik.

## Život
Narodil se v hornorakouském městečku Wels. Vystudoval gymnázium v Linci (1851-1858) a poté práva na Vídeňské univerzitě. Absolvoval roku 1860 v oboru římského práva. Roku 1864 se stal doktorem obojího práva. V roce 1866 se stal docentem na univerzitě ve Lvově (tehdy na území Rakousko-Uherska), v roce 1868 zde byl jmenován profesorem německého práva. V roce 1870 odešel do Prahy, kde učil na německé části Karlovy univerzity. Roku 1872 přešel na univerzitu ve Štrasburku, rok poté na univerzitu Friedricha Wilhelma (dnes Humboldtovu). V letech 1896-1897 zde byl rektorem. V roce 1896 se stal předsedou zakládající komise pro tvorbu německého právního slovníku. Zemřel roku 1915 v Bad Kissingenu na žloutenku a související žaludeční onemocnění. Pohřben byl v Berlíně.